# Life of Crime
Life of Crime es una película de 2013 de género comedia negra criminal, escrita y dirigida por Daniel Schechter y basada en la novela The Switch (1978) de Elmore Leonard. Estrenada en el Festival Internacional de Cine de Toronto 2013, llegó a los cines estadounidenses el 29 de agosto de 2014.

## Argumento
Mickey Dawson, miembro de la alta sociedad, es víctima de un secuestro planificado por un par de ex convictos, Louis Gara y Ordell Robbie, en un intento por hacerse ricos rápidamente. Sin embargo, el plan se complica cuando descubren que el adinerado esposo de Mickey, Frank, se niega a pagar el rescate, debido a que se encuentra a punto de llenar los papeles de divorcio para dejar lugar a su joven amante, Melanie Ralston.

## Reparto
- Jennifer Aniston como Margaret "Mickey" Dawson.
- John Hawkes como Louis Gara.
- Yasiin Bey como Ordell Robbie.
- Isla Fisher como Melanie Ralston.
- Will Forte como Marshall Taylor.
- Mark Boone Junior como Richard.
- Tim Robbins como Frank Dawson.
- Charlie Tahan como Bo Dawson.
- Seana Kofoed como Kay.
- Chyna Layne como Loretta.
- Clea Lewis como Tyra Taylor.
- Jenna Nye como Shelly Taylor.
- Alex Ladove como Pamela Taylor.
- Leonard Robinson como Oficial Dixon.
- R. Marcus Taylor como Borsalino.
- Kevin Corrigan como Ray.

## Recibimiento
Life of Crime recibió críticas generalmente positivas. El sitio Rotten Tomatoes le asignó un puntaje de 67 % basado en 79 reseñas. El consenso del sitio indicó: "Puede no estar a la misma altura que las mejores adaptaciones de Elmore Leonard, pero Life of Crime tiene suficiente atractivo —y un reparto suficientemente inspirado— como para apañárselas". Metacritic, sitio que asigna un puntaje promedio del uno al cien basándose en reseñas de críticos expertos, le dio al filme un 60 basado en 28 críticas.